# 백마역
백마역(白馬驛, Baengma station)은 경기도 고양시 일산동구 마두동에 있는 수도권 전철 경의·중앙선, 수도권 전철 서해선의 전철역이다. 역명은 인근 지명인 백석동, 마두동의 앞글자를 따온 것이다.

## 역사
- 1966년 1월 1일 : 임시승강장으로 영업 개시[2]
- 1966년 4월 26일 : 무배치간이역으로 영업 개시[3]
- 1968년 3월 1일 : 을종대매소로 변경
- 1981년 7월 1일 : 배치간이역으로 승격
- 1993년 7월 15일 : 보통역으로 승격
- 2006년 12월 3일 : 구 역사 철거
- 2008년 5월 8일 : 임시승강장으로 이설
- 2009년 6월 27일 : 신 역사 영업 개시
- 2009년 7월 1일 : 수도권 전철 경의선 개통과 함께 전철역이 됨, 서울 기점 21.3 km에서 21.5 km로 변경[4]
- 2023년 8월 26일 : 수도권 전철 서해선 개통과 함께 환승역이 됨

## 역 구조
승강장은 2면 4선의 쌍섬식 승강장으로 사용된다. 4개의 승강장 모두 스크린도어가 설치되어 있다.

### 승강장
| ↑ 곡산          |
| １２ \| ３４ \| |
| 풍산 ↓          |

| 1,2 | ● 수도권 전철 경의·중앙선 | 대곡 · 행신 · 서울역 · 공덕 · 용산 · 용문 · 지평 방면 |
| 1,2 | ● 수도권 전철 서해선      | 김포공항 · 소사 · 초지 · 원시 방면                    |
| 3,4 | ● 수도권 전철 경의·중앙선 | 일산 · 운정 · 금촌 · 문산 방면                        |
| 3,4 | ● 수도권 전철 서해선      | 일산 방면                                             |

## 역 주변
- 마두1동
- 백마마을 아파트단지
- 백송마을 아파트단지
- 정발마을 아파트단지
- 국립암센터
- 정발고등학교
- 숲속마을 아파트단지
- 동국대학교 일산병원
- 백마마을
- 백송마을
- 숲속마을
- 은행마을
- 동국대학교병원
- 일산병원
- 설촌공원
- 백마교사거리
- 백마초등학교
- 마두1동행정복지센터
- 풍동
- 풍산중학교
- 단풍마을
- ● 수도권 전철 3호선 마두역

## 이용객 변동
2009년 자료는 개통일인 2009년 7월 1일부터 12월 31일까지인 184일 기준으로 환산한 것이다.
| 노선        | 노선 | 일평균 인원수 (명/일) | 일평균 인원수 (명/일) | 일평균 인원수 (명/일) | 일평균 인원수 (명/일) | 일평균 인원수 (명/일) | 일평균 인원수 (명/일) | 일평균 인원수 (명/일) | 일평균 인원수 (명/일) | 일평균 인원수 (명/일) | 일평균 인원수 (명/일) | 각주  |
| 노선        | 노선 | 2009년                | 2010년                | 2011년                | 2012년                | 2013년                | 2014년                | 2015년                | 2016년                | 2017년                | 2018년                | 각주  |
| ----------- | ---- | --------------------- | --------------------- | --------------------- | --------------------- | --------------------- | --------------------- | --------------------- | --------------------- | --------------------- | --------------------- | ----- |
| 경의·중앙선 | 승차 | 2,199                 | 2,790                 | 3,290                 | 3,543                 | 4,549                 | 5,292                 | 6,381                 | 6,654                 | 6,749                 | 6,714                 | [ 5 ] |
| 경의·중앙선 | 하차 | 1,961                 | 2,501                 | 3,018                 | 3,252                 | 4,180                 | 4,887                 | 5,912                 | 6,138                 | 6,258                 | 6,255                 | [ 5 ] |
| 경의·중앙선 |      | 2019년                | 2020년                | 2021년                | 2022년                | 2023년                |                       |                       |                       |                       |                       | [ 5 ] |
| 경의·중앙선 | 승차 | 6,941                 | 5,284                 | 5,576                 | 6,227                 | 6,701                 |                       |                       |                       |                       |                       | [ 5 ] |
| 경의·중앙선 | 하차 | 6,480                 | 5,004                 | 5,490                 | 5,979                 | 6,414                 |                       |                       |                       |                       |                       | [ 5 ] |

## 사진

승강장 (스크린도어 설치 전)
1번 출입구
2번 출입구
개찰구

## 인접한 역
| 경의선                                  | 경의선                                                      | 경의선                                  |
| --------------------------------------- | ----------------------------------------------------------- | --------------------------------------- |
| K325 풍산 문산 방면 문산 방면 문산 방면 | ● 수도권 전철 경의·중앙선 본선 완행 중앙선 급행 지선 완행   | K323 곡산 지평 방면 용문 방면 서울 방면 |
| K326 일산 문산 방면 문산 방면           | ● 수도권 전철 경의·중앙선 경의선 본선 급행 경의선 지선 급행 | K322 대곡 용문 방면 서울 방면           |
| 수도권 전철 서해선                      |                                                             |                                         |
| S08 풍산 일산 방면                      | ● 수도권 전철 서해선                                        | S11 곡산 원시 방면                      |